# Josh Young
Joshua Adam Young, detto Josh (Shawnee, 26 aprile 1988), è un cestista statunitense, professionista in Europa.